# Orion Cymbals
A Orion Cymbals é uma marca brasileira de pratos de bateria e percussão criada em 1999.

## História
A Orion foi fundada em 1957 no Brasil como divisão da Multialloy Metais e Ligas Especiais Ltda. e tem o objetivo de manter-se líder dentro deste segmento[carece de fontes?] de instrumentos no Brasil e estabelecer-se entre as grandes marcas do mercado internacional.
Sua linha de produtos tem a Certificação ISO 9001.[carece de fontes?]
Solidamente alicerçada no compromisso com a excelência da qualidade e com a criatividade, a Orion Cymbals conta com o envolvimento direto de Engenheiros, técnicos e dos seus Endorses, que trabalham no desenvolvimento dos produtos, a exemplo do que foi feito com o endorse Bacalhau, do Ultraje a Rigor, que participou ativamente do processo.[carece de fontes?]

## Linhas
A Orion possui várias linhas de produtos, destinadas aos mais variados estilos musicais e níveis de exigência profissional, dentre elas:
- Celebrity 20
- Solo 20
- Mainstream
- Solo Pro Master
- Solo Pro
- Rage Bass
- Revolution Pro
- Revolution 10
- Personalidades: X10(*)
- Strondo
- Twister
- BeX
- Unique
- Exótica

A Orion Cymbals tem a linha OPUS, para orquestras e fanfarras.

## Notáveis Endorsees
- Amílcar Christófaro (Torture Squad)
- André Déa (Sugar Kane)
- Caio D'Angelo (Claustrofobia)
- Camilo Mariano (Maria Rita; Banana Mix)
- Dino Verdade (Bateras 100% Brasil; Bateras Beat)
- Nô Hellno; (Dead Fish)
- Paulinho Sorriso (Sandália de Prata)
- Robson Caffé (EX4)
- Walter Lopes (Judas o Outro)
- Zé Mário (Emmerson Nogueira)